# Front populaire pour le redressement
 (2 mars 2019).

Front populaire pour le redressement

Le Front populaire pour le redressement (FPR) est un mouvement rebelle tchadien dirigé par Baba Laddé. Le mouvement a été particulièrement actif en Centrafrique entre 2008 et septembre 2012, date d'un accord de paix avec les gouvernements tchadien et centrafricain.
En novembre 2013 le FPR n'est toujours pas reconnu légalement comme un parti politique.